# Nåttarö
Nåttarö (stavades fram till 1896 Nåtarö) är en ö i Stockholms södra skärgård, cirka 10 kilometer öster om Nynäshamn. Ön och det omkringliggande naturreservatet med samma namn är belägna i Utö socken i Haninge kommun i Södermanland. Det är den sydligast belägna i en ögrupp som också innefattar Norrö, Aspö, Rånö, Ålö, Stora Björn och längst i norr, Utö. I väster gränsar Nåttarö till Mysingen.

## Öns namn
Nåttarö omnämns redan på 1200-talet som Nutarn i farledsbeskrivningen Kung Valdemars segelled. Namnets förled motsvarar fornsvenskans not eller nut, 'nöt', efterledet -arn, 'ö, holme'. Förmodligen växte det hassel på ön.

## Historia
Nåttarö frälsegård omtalas första gången 1601. Torpet Östmar har även funnits på ön sedan 1600-talet. Frälsegården brändes av ryssarna 1719 men Östmar sägs ha klarat sig då de ryska trupperna använde stugan. Ett flertal ryssugnar finns på ön. Nåttarö tillhörde under senare delen av 1700-talet släkten Reuterskiöld.

## Natur
Nåttarö består huvudsakligen av sand med barrskog uppblandat med mossar och klippor. Här finns många fina sandstränder varav Stora Sand och Skarsand är de största och mest kända. Östhammarsfladen på öns norra del är en rymlig och populär naturhamn. Flera mindre skär och kobbar ligger på öns nordsida, bland de större märks Ängsholmen, Korsskär, Långholmen, Vittskär med fler. Öns utsida åt öster och söder uppvisar en obruten horisont så när som på tre öar: Grän. I öns södra del låg tidigare ett av försvarets skyddsområden, som numera är öppet för allmänheten.

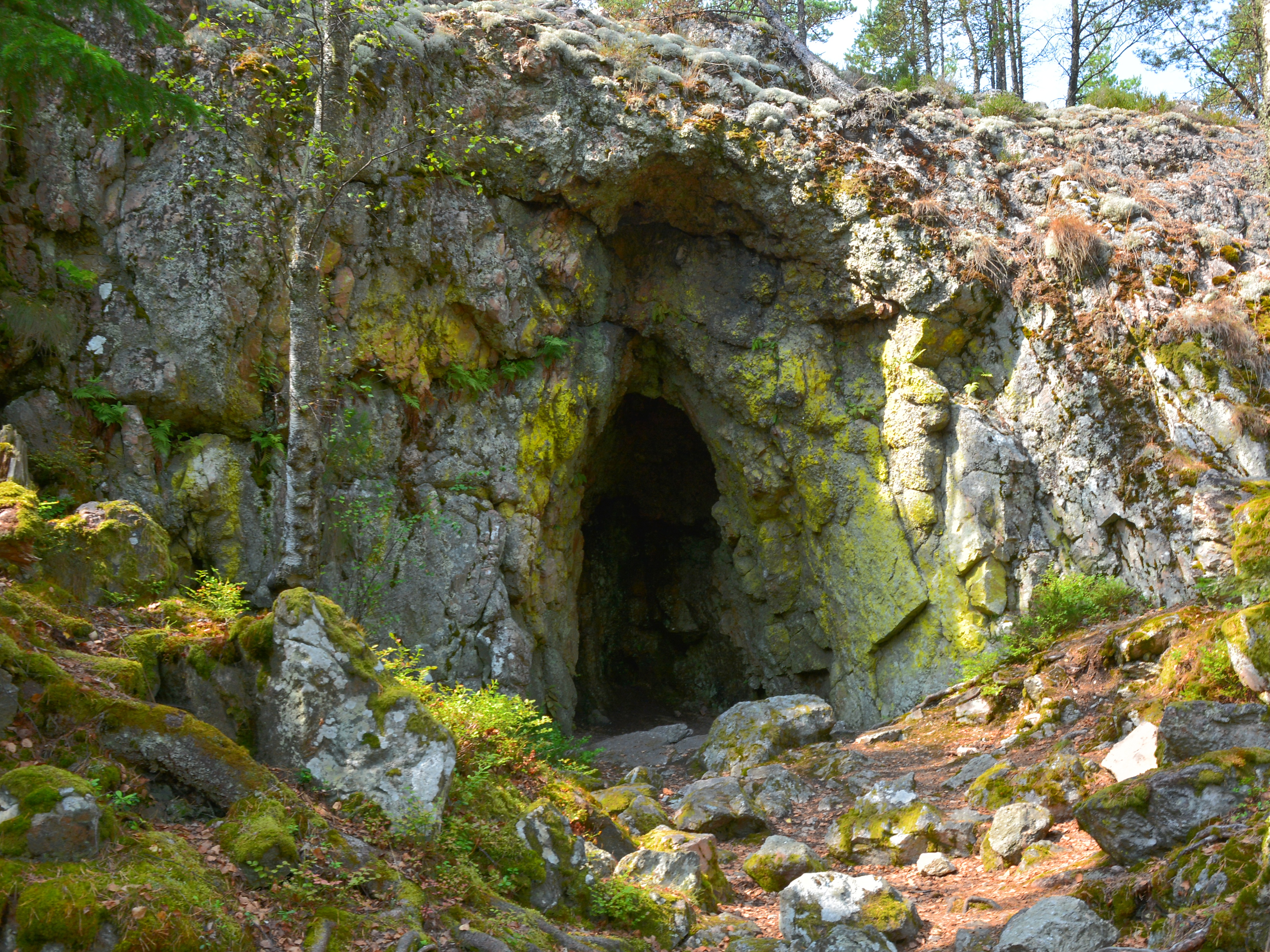
Drottninggrottan

Mellan stugbyn och Stora Sand ligger Drottninggrottan som har fått sitt namn efter att drottning Maria Eleonora enligt en lokal sägen sökte skydd här innan hon lämnade Sverige, efter att hennes make Gustav II Adolf hade dött. Berget Bötsudden längst i norr är Nåttarös högsta punkt (38 m ö.h.) och erbjuder en utsikt över stora delar av Stockholms södra skärgård. Ett röse står på den plats där det tidigare stått en vårdkase. Runt Bötsudden finns det ryssugnar från 1719.
Nåttarö, Ålö och Rånö blev år 2008 naturreservat.

## Service
På ön finns en tältplats, en stugby och en krog. I anslutning till dessa finns också en liten båthamn. Det finns också en handelsbod och två kiosker, en vid ångbåtsbryggan och en vid Östermarsfladen. Sommaren 2009 öppnades även ett vandrarhem i Östermars gård på öns norra sida..

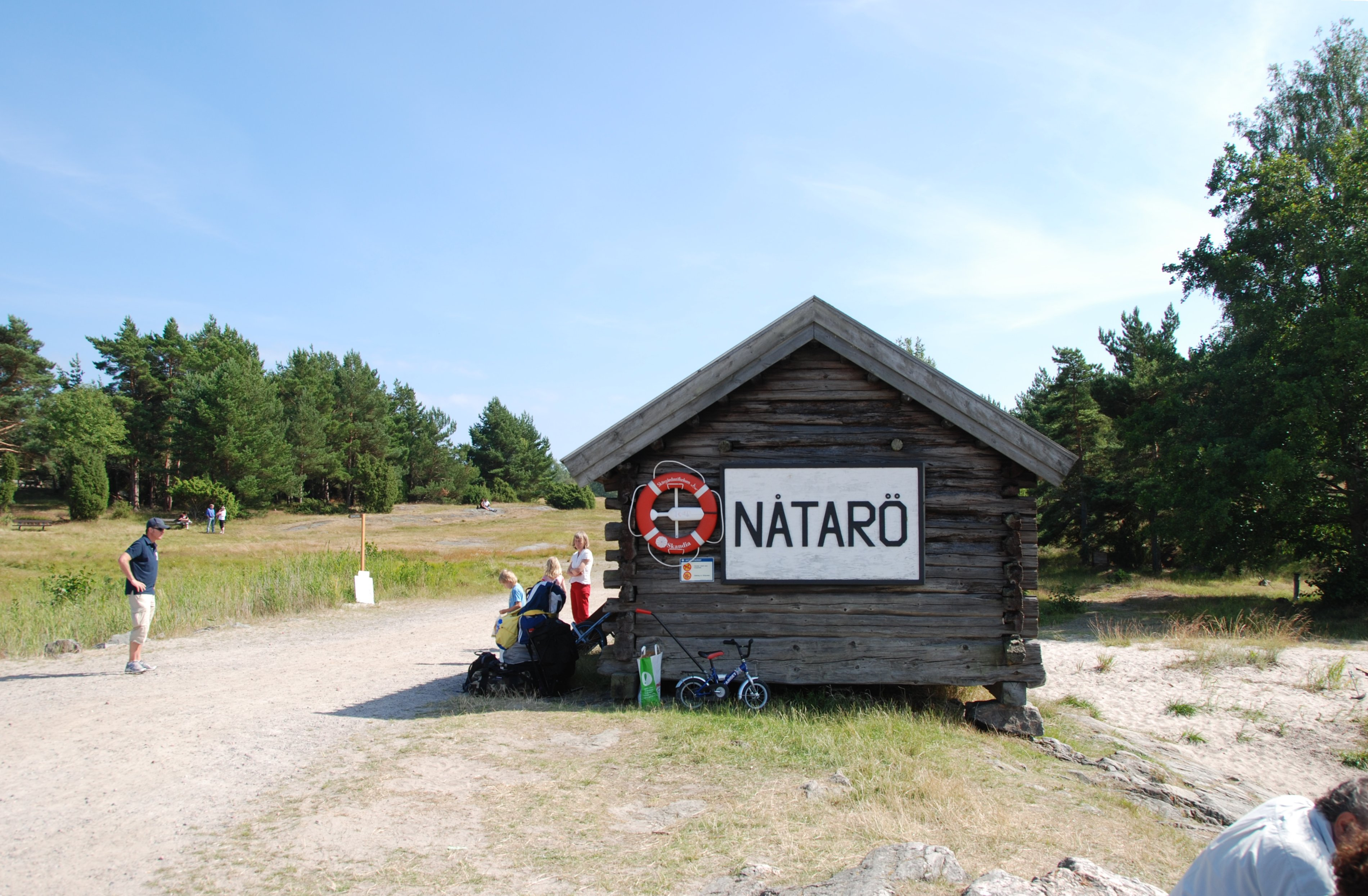
Nåttarös brygga
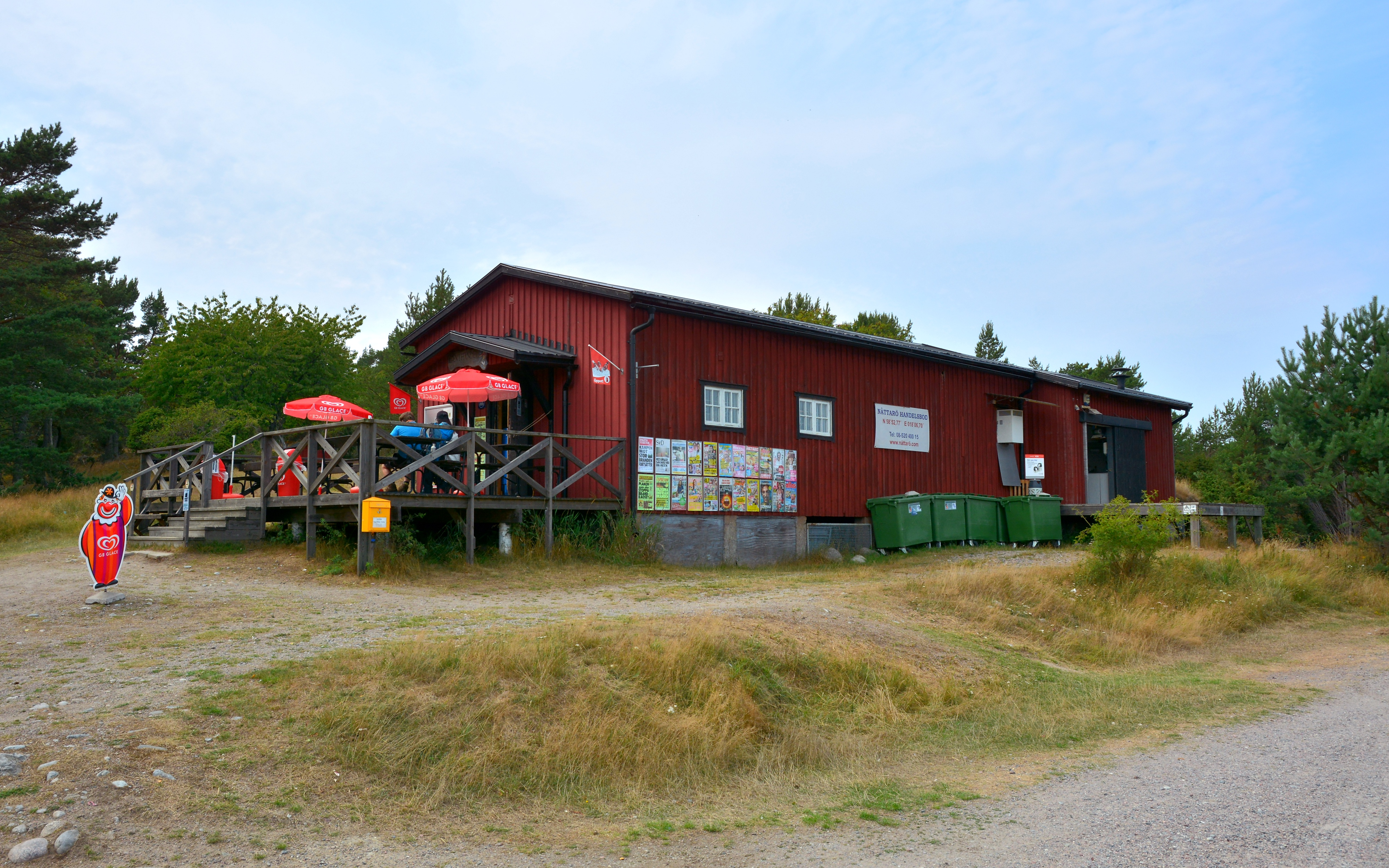
Nåttarös handelsbod.